# Philip Kim
Philip Kim, ofta benämnd Phil Wizard, född 25 januari 1997 i Toronto, är en kanadenisk dansare specialiserad inom breakdance.

## Karriär
Phil Wizard tog guld vid världsmästerskapen 2022 och silver vid världsmästerskapen 2023. Vid OS 2024 tog han guld i breakingklassen B-Boys.